# ایوار اریکسون
ایوار اریکسون (سوئدی: Ivar Eriksson; ۲۵ دسامبر ۱۹۰۹ – ۱۲ آوریل ۱۹۹۷) بازیکن فوتبال اهل سوئد بود.
وی همچنین در تیم ملی فوتبال سوئد بازی کرده‌است.